# Luisa Fernanda von Spanien

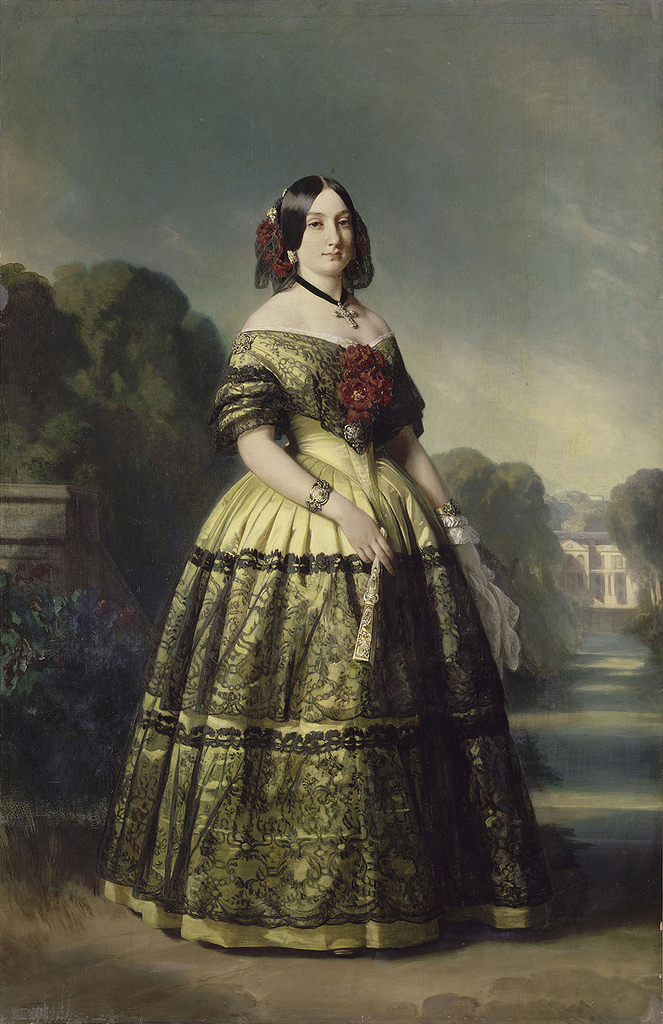
Porträt von Franz Xaver Winterhalter: Louise-Ferdinande, duchesse de Montpensier

Maria Luisa Fernanda von Spanien, (frz. Louise-Ferdinande) (* 30. Januar 1832 in Madrid; † 2. Februar 1897 in Sevilla) war eine Infantin von Spanien und durch Heirat Herzogin von Montpensier.

## Herkunft
Luisa Fernanda war die jüngste Tochter von König Ferdinand VII. von Spanien (1784–1833) und seiner vierten Frau Maria Christina, zweite Tochter von König Franz I. beider Sizilien und seiner zweiten Gattin Maria Isabella von Spanien. Ihre Großeltern väterlicherseits waren König Karl IV. von Spanien und seine Frau Maria Luise von Bourbon-Parma.

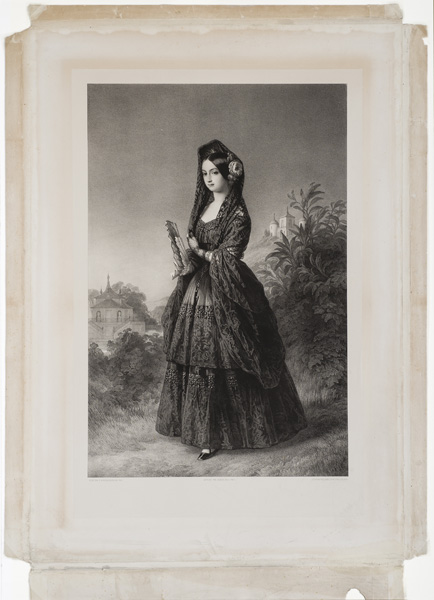
Museum der Romantik Madrid

## Heirat und Nachkommen

Louise Ferdinande, Herzogin von Montpensier zusammen mit ihrer Familie

Seit 1844 wurde ein passender Bräutigam für Luisa Fernandas ältere Schwester, die spanische Königin Isabella II., gesucht. Dabei mischten sich auch die englische Königin Victoria und der französische König Louis-Philippe I. ein. Sie vereinbarten, dass nur ein Nachkomme Philipps V. Isabella heiraten dürfe. Gleichzeitig trafen sie die Abmachung, dass Luisa Fernanda erst dann eine Ehe eingehen solle, wenn Isabella bereits verheiratet wäre und einen Thronerben geboren hätte. Doch als im August 1846 bekannt wurde, dass sich Isabella bald mit ihren Cousin (ersten Grades) Francisco de Asís vermählen werde, drang die Nachricht an die Öffentlichkeit, dass Luisa Fernanda entgegen der früheren Zusage Frankreichs an England am gleichen Tag wie ihre Schwester im Rahmen einer Doppelhochzeit den jüngsten Sohn König Louis-Philippes, Antoine, Herzog von Montpensier (1824–1890) ehelichen sollte. Königin Victoria war bei Erhalt dieser Neuigkeit schwer verärgert und äußerte, dass England Protest einlegen müsse. Der britische Gesandte in Madrid wandte sich jedoch vergeblich durch eine Note vom 31. August an den Ministerpräsidenten Francisco Javier de Istúriz unter der Androhung, dass sich das Verhältnis Englands zu Spanien ändern werde. Der Einfluss der britischen Diplomatie erwies sich diesmal als wirkungslos. Am 13. September 1846 fand die Eröffnung der Cortes statt und diese stimmten fast einhellig beiden Vermählungen zu. Am folgenden 25. September erfolgte die Werbung des französischen Botschafters in Madrid um die Hand der Infantin Luisa Fernanda.
In Spanien fand das französische Eheprojekt indessen eine kühle Aufnahme. Namentlich lehnte es der linksliberale Partido Progresista („fortschrittliche Partei“) ab und sprach sich für die Wahl eines spanischen Prinzen aus. Auch erließ der Infant Enrique, Herzog von Sevilla von Gent aus am 9. September einen Protest gegen jeden Anspruch, der aus der Vermählung Luisa Fernandas für Frankreich erwachsen könnte. Durch eine Erklärung vom 19. November nahm er diesen Protest jedoch zurück, sagte sich von seinen Freunden los und wurde dafür durch die Ernennung zum Admiral belohnt. Inzwischen hatte die Doppelhochzeit plangemäß stattgefunden und Luisa Fernanda am 10. Oktober 1846 in Madrid den Herzog von Montpensier geheiratet.
Am 22. Oktober 1846 trat der Herzog von Montpensier mit seiner Gemahlin die Rückreise nach Paris an. Obschon somit der stark angefeindete Plan der spanischen Hochzeiten von Luisa Fernanda und ihrer Schwester Isabella II. zur Tatsache geworden war, blieb dennoch die Abneigung der dadurch benachteiligten Parteien bestehen und die Streitfrage war nicht erledigt worden. Bei der Möglichkeit, dass das spanische Königspaar ohne Nachwuchs bleiben könnte, musste die Frage des Thronfolgerechts von Luisa Fernanda Bedeutung gewinnen. Schon die spanischen Oppositionszeitungen hatten darauf hingewiesen, dass eine rechtsgültige Verzichtsleistung des Hauses Orléans auf die Thronfolge vorhanden sei und andererseits die spanische Verfassung die Vermählung der nächsten Thronerbin mit einem von der Thronfolge ausgeschlossenen Prinzen ausdrücklich verbiete. Durch den Utrechter Vertrag von 1713 war Philipp V. als spanischer König anerkannt worden, jedoch unter der Verzichtsleistung der französischen Bourbonen und somit auch des Hauses Orléans auf die spanische Thronfolge. Hierauf stützte sich der Protest Englands, in dem auf die Notwendigkeit der Verzichtleistung der Kinder der Infantin Luisa Fernanda hingewiesen wurde. Diese Auslegung des Utrechter Vertrags wies Guizot als unstatthaft zurück. Die Frage der Thronfolgerechte Luisa Fernandas und ihre Kinder trat später in den Hintergrund, als Isabella II. 1857 den Thronfolger Alfons XII. gebar.
Aus der Ehe Luisa Fernandas mit dem Herzog von Montpensier gingen neun Kinder hervor, von denen nur fünf das Erwachsenenalter erreichten: 
- Maria Isabella d’Orléans-Montpensier (1848–1919) ⚭ 1864 Louis Philippe Albert d’Orléans, comte de Paris
- Maria Amalia (1851–1870)
- Maria Christina d’Orléans-Montpensier (1852–1879)
- Maria de la Regla (1856–1861)
- Fernando (1859–1873)
- Maria de las Mercedes d’Orléans-Montpensier (1860–1878) ⚭ 1878 König Alfons XII. von Spanien
- Felipe Raimundo Maria (1862–1864)
- Antonio María de Bourbon-Montpensier (1866–1930) ⚭ 1886 María Eulalia von Spanien
- Luis Maria Felipe Antonio (1867–1874)

## Späteres Leben

Nach der Februarrevolution 1848 begab sich das Ehepaar d’Orléans nach England, dann nach Spanien, wo sie später in Sevilla residierten. 1859 wurde ihr Mann zum Generalkapitän der spanischen Armee und Infanten von Spanien ernannt. Anfang Juli 1868 kam die spanische Regierung einer vor allem unter den höheren Offizieren der Armee weit verbreiteten Verschwörung auf die Spur. Die Verschwörer strebten die Entthronung der Königin Isabella II. an und wollten den Herzog von Montpensier auf den spanischen Thron bringen. Der Herzog wurde aus Spanien ausgewiesen. Nachdem er seine spanischen Titel und Würden niedergelegt hatte, gehorchte er dem Befehl, aber nach der Septemberrevolution 1868 von Lissabon kehrte er nach Sevilla zurück. Die Hoffnung, dass nun ihr Mann inthronisiert wird, ging aber für Luisa Ferdinanda nicht in Erfüllung, da er beim Volk so wenig beliebt war, dass er 1870 zweimal bei den Corteswahlen durchfiel. Auch hatte er den Einfluss Napoléon III. gegen sich, der keinen Orléans in Spanien zum König haben wollte. Wegen seiner ehrgeizigen Ränke geriet er mit Heinrich von Bourbon, dem Schwager bzw. Vetter der Königin Isabella II. in Streit und erschoss diesen am 12. März 1870 im Duell. Bei der Königswahl am 16. November 1870 erhielt er nur 27 Stimmen. Er verließ Spanien und begab sich 1871 wieder nach Frankreich, wo er sich mit der Königin Isabella, seiner Schwägerin, versöhnte. Nachdem ihr Neffe Alfons XII. König von Spanien geworden war kehrten Luisa Fernanda und ihr Mann nach Sanlúcar de Barrameda zurück. Beide wurden im Pantheon der Infanten des Real Sitio de San Lorenzo de El Escorial bestattet.

## Ahnentafel (Drei Generationen)
|                            |                                      |                                           |                                                        |
| Luisa Fernanda von Spanien | Vater: Ferdinand VII. von Spanien    | Großvater: Karl IV. von Spanien           | Urgroßvater: Karl III. von Spanien                     |
| Luisa Fernanda von Spanien | Vater: Ferdinand VII. von Spanien    | Großvater: Karl IV. von Spanien           | Urgroßmutter: Maria Amalia von Sachsen                 |
| Luisa Fernanda von Spanien | Vater: Ferdinand VII. von Spanien    | Großmutter: Maria Luise von Bourbon-Parma | Urgroßvater: Philipp von Parma, Piacenza und Guastalla |
| Luisa Fernanda von Spanien | Vater: Ferdinand VII. von Spanien    | Großmutter: Maria Luise von Bourbon-Parma | Urgroßmutter: Marie Louise Élisabeth de Bourbon        |
| Luisa Fernanda von Spanien | Mutter: Maria Christina von Sizilien | Großvater: Franz I. beider Sizilien       | Urgroßvater: Ferdinand IV. von Neapel-Sizilien         |
| Luisa Fernanda von Spanien | Mutter: Maria Christina von Sizilien | Großvater: Franz I. beider Sizilien       | Urgroßmutter: Maria Karolina von Österreich            |
| Luisa Fernanda von Spanien | Mutter: Maria Christina von Sizilien | Großmutter: Maria Isabella von Spanien    | Urgroßvater: Karl IV. von Spanien                      |
| Luisa Fernanda von Spanien | Mutter: Maria Christina von Sizilien | Großmutter: Maria Isabella von Spanien    | Urgroßmutter: Maria Luise von Bourbon-Parma            |